# Pantin
Pantin er en stor fransk provinsby. Den er beliggende i departementet Seine-et-Marne.